# Leucania lindigi
Leucania lindigi là một loài bướm đêm trong họ Noctuidae.